# Rockstar India
Rockstar India, anciennement Technicolor India, est un studio de développement de jeu vidéo basé à Bangalore en Inde. Il a pris son nom actuel après son rachat en 2016 par Rockstar Games, propriété de Take-Two Interactive,.
Avant d'être officiellement reconnu comme une filiale de la compagnie Rockstar Games, le studio avait déjà participé à divers projets de cette dernière tels que Red Dead Redemption, L.A. Noire ou encore Max Payne 3.

## Description
Technicolor, entreprise française spécialisée dans la conception et la fabrication de systèmes de vidéo et d'image numérique destinés aux professionnels des médias,, annonce en octobre 2012 la création d'une unité de production consacrée aux jeux vidéo à Bangalore en Inde, baptisée Technicolor India, dont le travail est dédié aux projets de la compagnie Rockstar Games ; Technicolor avait par ailleurs déjà collaboré avec celle-ci pour différents jeux. Le studio se compose alors de 90 personnes et assiste Rockstar North pour les besoins de Grand Theft Auto V, en travaillant notamment sur la conception des objets et accessoires comme les véhicules, ainsi que sur l'animation faciale et corporelle des personnages,.
En août 2016, le studio de développement est officiellement racheté par Rockstar Games et devient pour l'occasion Rockstar India,.
Le 13 mai 2019, Rockstar Games rachète Dhruva Interactive pour 7,9 millions $ à Starbreeze Studios et fait fusionné le studio avec Rockstar India. 

## Jeux développés
| Année                                        | Titre                 | Plates-formes                                                                    | Studios principaux                 |
| -------------------------------------------- | --------------------- | -------------------------------------------------------------------------------- | ---------------------------------- |
| En tant que Technicolor et Technicolor India |                       |                                                                                  |                                    |
| 2010                                         | Red Dead Redemption   | PlayStation 3, Xbox 360                                                          | Rockstar San Diego, Rockstar North |
| 2011                                         | L.A. Noire            | PlayStation 3, Xbox 360, PC                                                      | Team Bondi, Rockstar Leeds         |
| 2012                                         | Max Payne 3           | PlayStation 3, Xbox 360, PC                                                      | Rockstar Vancouver                 |
| 2013-2022                                    | Grand Theft Auto V    | PlayStation 3, Xbox 360, PlayStation 4, Xbox One, PC, PlayStation 5, Xbox Series | Rockstar North                     |
| En tant que Rockstar India                   |                       |                                                                                  |                                    |
| 2018-2019                                    | Red Dead Redemption 2 | PlayStation 4, Xbox One, PC, Stadia                                              | Rockstar Studios                   |